# Jean-Pierre Pichette
 (avril 2024).
Jean-Pierre Pichette, né en 1946, est un ethnologue canadien, spécialiste du folklore et des traditions orales des francophonies minoritaires  de l'Amérique du Nord. 

## Biographie
Pichette est professeur titulaire au département des Sciences humaines, ethnologue chargé des cours d'ethnologie, titulaire de la Chaire de recherche du Canada en oralité des francophonies minoritaires d'Amérique (COFRAM) et directeur du Centre acadien (CA) à l'Université Sainte-Anne, en Nouvelle-Écosse.
Il a été directeur du Département de folklore et ethnologie de l'Université de Sudbury de 1983 à 2004 et professeur à cette université entre 1981 et 2004. Pichette a fait des recherches sur l'ethnologie des francophones en Amérique du Nord, qu'il s'est employé à faire connaître tant au Canada qu'en Europe. Il a fondé les archives de folklore de l'Université de Sudbury. 
Depuis 2003, il dirige la revue Rabaska, une revue d'ethnologie de l'Amérique française. Spécialiste du conte populaire, du folklore et du patrimoine culturel, il est l'auteur du Répertoire ethnologique de l'Ontario français.

## Œuvres
- Le Guide raisonné des jurons, Montréal, Quinze, 1980, 305 p.  (ISBN 2-89026-249-9)
- L'Observance des conseils du maître, Québec, PUL, 1991, 670 p.  (ISBN 2-7637-7253-6)
- Je chante, tu chantes, on chante fort! Point de l'Église, 2004
- Le Répertoire ethnologique de l'Ontario français, Ottawa, Presses de l'Université d'Ottawa, 1992, 230 p.  (ISBN 2-7603-0340-3)
- La Danse de l'aîné célibataire ou la résistance des marges, Québec, Presses de l'Université Laval, 2019, 276 p.  (ISBN 9782763745701)